# Meolo
Meolo és un municipi italià, dins de la ciutat metropolitana de Venècia. L'any 2007 tenia 6.439 habitants. Limita amb els municipis de Fossalta di Piave, Monastier di Treviso (TV), Musile di Piave, Quarto d'Altino i Roncade (TV).

## Administració
| Període | Identitat    | Partit         |
| ------- | ------------ | -------------- |
| 2007-   | Nillo Tallon | Centreesquerra |